# Sokolik czerwonooki
Sokolik czerwonooki (Polihierax semitorquatus) – gatunek małego ptaka drapieżnego z rodziny sokołowatych (Falconidae) zamieszkującego wschodnią i południową Afrykę. To najmniejszy drapieżny ptak Czarnego Kontynentu.
To mały sokół mający jedynie 19–20 cm długości. Jego ofiarami padają owady, małe gady, a nawet niewielkie ssaki.

## Systematyka
Wyróżniono dwa podgatunki P. semitorquatus:
- P. semitorquatus castanonotus
- P. semitorquatus semitorquatus

## Charakterystyka
Dorosłe sokoliki czerwonookie mają biały spód ciała i oblicze. Wyższe partie są szare, a samice mają poza tym kasztanowy grzbiet. Na karku widać białe plamy przypominające oczy. Osobniki młodociane mają brązowy grzbiet, ale są bardziej matowe niż dorosłe samice i mają cienką rudą smugę na piersi. Lotki na skrzydłach posiadają czarne i białe (bardziej czarne od góry, a bardziej białe od dołu) plamki. Ogon posiada biało-czarne prążki.
Lata nisko, falującym torem. Rozmiarami, wzorem ubarwienia, nawykami z siedzeniem w wyprostowanej postawie na gałęzi lub wierzchołku drzewa przypomina dzierzby.
Wydawany odgłos to wysokie, powtarzane „kikikik” (w Kenii) lub „czip czip” i „kik-kik-kik-kik” (w południowej Afryce).

## Zasięg występowania, środowisko
Sokolik czerwonooki zamieszkuje obszary suchego buszu. Podgatunek P. s. castanonotus występuje od Sudanu Południowego do Somalii na wschodzie i do Ugandy i Tanzanii na południu. Podgatunek P. s. semitorquatus zasiedla regiony od południowej Angoli do północnej części Południowej Afryki.

## Pożywienie
Żywi się owadami, jaszczurkami i małymi wężami, które chwyta na ziemi po locie z wyeksponowanej gałęzi i zabiera z powrotem na gałąź do zjedzenia. Zjada też małe ptaki, które łapie w locie.

## Gniazdowanie
W Kenii sokolik czerwonooki wydaje swoje potomstwo w gniazdach bawolika białogłowego, tam gdzie pokrywają się zasięgi obu tych gatunków. W południowej Afryce młode sokoliki znajduje się w pobliżu gniazd bawolików czerwonodziobych, choć głównie wychowują pisklęta w niezamieszkałych gniazdach tkaczy, które są pokaźnych rozmiarów i mają wiele komór. Czasem mogą je zajmować nawet w gnieździe, gdzie wyprowadzany jest nadal lęg tkaczy. Pomimo iż żywią się innymi ptakami i są większe od tkaczy, zwykle ich nie atakują, choć wyjątkowo mogą je chwytać, zjadać pisklęta, a nawet osobniki dorosłe.
Okres lęgowy ciągnie się od sierpnia do marca. Najczęściej wysiadywanie jaj przypada na październik i listopad. Może wyprowadzać 2 lęgi w ciągu roku. Samica składa od 1 do 4 jaj (zwykle 3) o wymiarach 28 × 22,5 mm. Wysiadywanie trwa 28-30 dni. Młode karmione są przez oboje rodziców. Ich opieka kończy się po około 2 miesiącach.

### Poliandria
Afrykańskie sokoliki czerwonookie czasem pozostają w związkach poliandrycznych, gdzie razem żyją więcej niż dwa osobniki zajmujące się pisklętami. Są cztery możliwości wytłumaczenia tego zachowania:
- skuteczniejsza obrona młodych;
- poliandria na zasadach kooperacji;
- opóźnienie w wydawaniu potomstwa przez młodociane sokoliki;
- lepsza termoregulacja (zachowanie ciepłoty ciała).

Potwierdzeniem tej ostatniej tezy jest fakt przebywania południowoafrykańskich sokolików czerwonookich w gniazdach tkaczy także zimą, już poza sezonem lęgowym. W gniazdach tkaczy zachowana jest lepsza izolacja termiczna.

## Status
Międzynarodowa Unia Ochrony Przyrody (IUCN) uznaje sokolika czerwonookiego za gatunek najmniejszej troski (LC – least concern) nieprzerwanie od 1988 roku. Trend liczebności populacji uznaje się za stabilny.